# Thierry Maillard

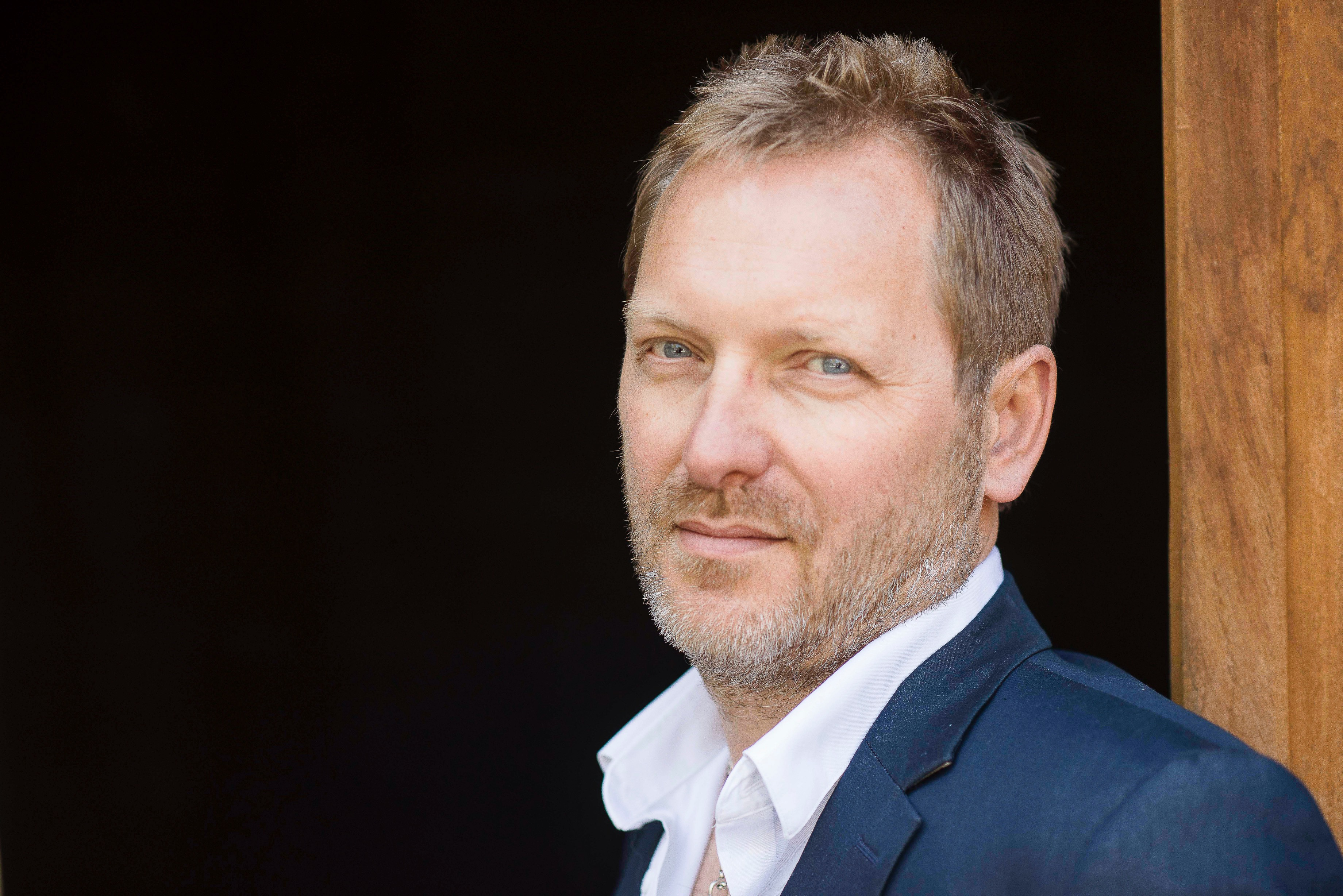
Thierry Maillard, 2018

Thierry Maillard (* 11. August 1966 in Puteaux) ist ein französischer Jazzmusiker (Piano, Komposition).

## Leben und Wirken
Maillard begann im Alter von acht Jahren mit dem Akkordeonspiel, mit 14 Jahren kam Klavier hinzu. Er entwickelte Interesse am Komponieren und trat in die Ecole Normale de Musique de Paris in eine klassische Musikklasse ein (Harmonie, Kontrapunkt, Klavier, Akkordeon). Mit 17 Jahren erhielt er das Lehrdiplom.
Durch Bill Evans, Keith Jarrett und Jean-Luc Ponty entdeckte er den Jazz. Mit 18 Jahren gründete er sein erstes Klaviertrio, für das er auch komponierte. Das Trio gewann einen Wettbewerb beim Aiguillon Jazz Festival (Lot-et-Garonne), wo einer der Jurymitglieder Michel Petrucciani gewesen war, der ihm viele Türen öffnete. Er tourte fünf Jahre lang im Quartett der Geigerin Debora Seffer, mit der er auch später gelegentlich auftrat. An der Seite von Biréli Lagrène konzertierte er beim Montreal Jazz Festival.
1998 wurde Maillards Debütalbum Paris-New-York von Polygram veröffentlicht, im Trio mit einer amerikanischen Rhythmusgruppe (Dennis Chambers und John Patitucci). Beeinflusst von Béla Bartók und Igor Strawinsky schrieb Maillard Kompositionen, die melodischen Jazz mit klassischen Akzenten verbinden und zunächst auf seinen Alben New Septet (2000), Vision (2003) und Notre histoire (2008) erschienen. Behind the Mirror ist ein als Hommage an Miles Davis entstandenes Doppelalbum (2011), das zum Teil im Trio (Jérôme Regard am Kontrabass und Laurent Robin am Schlagzeug) und zum Teil solo entstand.
Für Beyond the Ocean ergänzte Maillard sein neues Trio mit Matyas Szandaï am Kontrabass und Yoann Schmidt am Schlagzeug durch die Gastmusiker Didier Malherbe (Duduk), Deborah Seffer (Violine) und Djemaï Abdenour (Oud). 2014 folgte das Album The Alchemist mit einem Kammerorchester und Weltmusikern, ein Werk des Third Stream, das eine deutliche Öffnung zur orientalischen Musik beinhaltete. 2015 kombinierte er auf The Kingdom of Arwen sein Trio (Yoann Schmidt am Schlagzeug, Dominique di Piazza am Bass) mit den Prager Philharmonikern unter der Leitung von Jan Kucera; als Solisten kamen Didier Malherbe (Flöten), Neil Gertsenberg (Whistle), Minino Garay (Schlagzeug), Olivia Gay (Cello) und Nguyên Lê (Gitarre) hinzu.
Das Album Il Canto delle Montagne folgte im Trio mit André Ceccarelli und Dominique di Piazza. 2017 erinnerte er auf dem Solo-Album Alone an die Chansoniers Jacques Brel, Georges Brassens und Léo Ferré und adaptierte wichtige Werke von ihnen für Klavier und Akkordeon. 2018 nahm er Pursuit of Happiness mit einer Big Band aus fünfzehn französischen Jazzmusikern auf 2020 erschien als großformatige Hommage an Frank Zappa sein Album Zappa forever mit Chris Potter, Camille Bertault und Gilad Hekselman, gefolgt von einem Balladenalbum im Trio mit Thomas Bramerie und André Ceccarelli (2021).
Parallel dazu schrieb Maillard Filmmusik, etwa zu L'Histoire de Pierre et le fou von Thomas Norymberg (2002), Juste une heure von Virginie Peignien (2006), zu Arthur et les Minimoys von Luc Besson (2005), KO (CM) von Aline Morsillo, Icon (2012), La Côte Sauvage (2013) oder Keops (2013).